# 덕산읍
덕산읍(德山邑)은 충청북도 진천군에 딸린 읍 행정구역 중의 하나이다. 읍사무소는 용몽리에 있다. 두촌리 일대에 충북혁신도시가 조성되어 한국교육과정평가원 등이 이전해오고 2019년 7월 1일 읍으로 승격되었다.

## 법정리
- 구산리
- 기전리
- 두촌리
- 산수리
- 석장리
- 신척리
- 옥동리
- 용몽리
- 인산리
- 한천리
- 합목리
- 화상리

## 주거
| 단지명                   | 건설사          | 시행사                                          | 주소                     | 주소   | 입주        | 비고     |
| ------------------------ | --------------- | ----------------------------------------------- | ------------------------ | ------ | ----------- | -------- |
| 진천 덕산주공            | 선광건설㈜      | 대한주택공사                                    | 덕산읍 용몽1길 11        | 용몽리 | 2007년 2월  | 국민임대 |
| 충북혁신 영무예다음 1차  | 영무토건㈜      | ㈜영무건설                                      | 덕산읍 대하로 87         | 두촌리 | 2015년 11월 |          |
| 충북혁신 영무예다음 2차  | 영무토건㈜      | ㈜영무건설                                      | 덕산읍 대하로 195        | 두촌리 | 2016년 11월 |          |
| 충북혁신 우미 린스테이   | 우미건설        | ㈜우미케이비뉴스테이제1호위탁관리부동산투자회사 | 덕산읍 대하로 150        | 두촌리 | 2018년 6월  | 민간임대 |
| 충북혁신 아모리움·내안애 | ㈜건영 양우건설 | ㈜건영 양우건설                                 | 덕산읍 대하로 114        | 두촌리 | 2018년 3월  |          |
| 모아엘가 더 테라스       | 혜림건설㈜      | 한아건설㈜                                      | 덕산읍 대월로 127        | 두촌리 | 2018년 2월  |          |
| 동일하이빌 파크테라스    | 동일토건㈜      | 한국토지신탁㈜                                  | 덕산읍 대하로 194        | 두촌리 | 2024년 2월  |          |
| 진천 힐데스하임          | ㈜원건설        | 지케이건설㈜                                    | 덕산읍 신척산단5로 14-14 | 신척리 | 2024년 8월  |          |

## 학교
- 옥동초등학교 (두촌리)
- 진천상신초등학교 (두촌리)
- 한천초등학교 (용몽리)
  - 두촌분교 (폐교)
- 진천삼수초등학교 매산분교 (폐교) - 산삼로 46 (산수리)
- 서전중학교 (두촌리)
- 덕산중학교 (용몽리)
- 서전고등학교 (두촌리)